# Plinius-Briefe

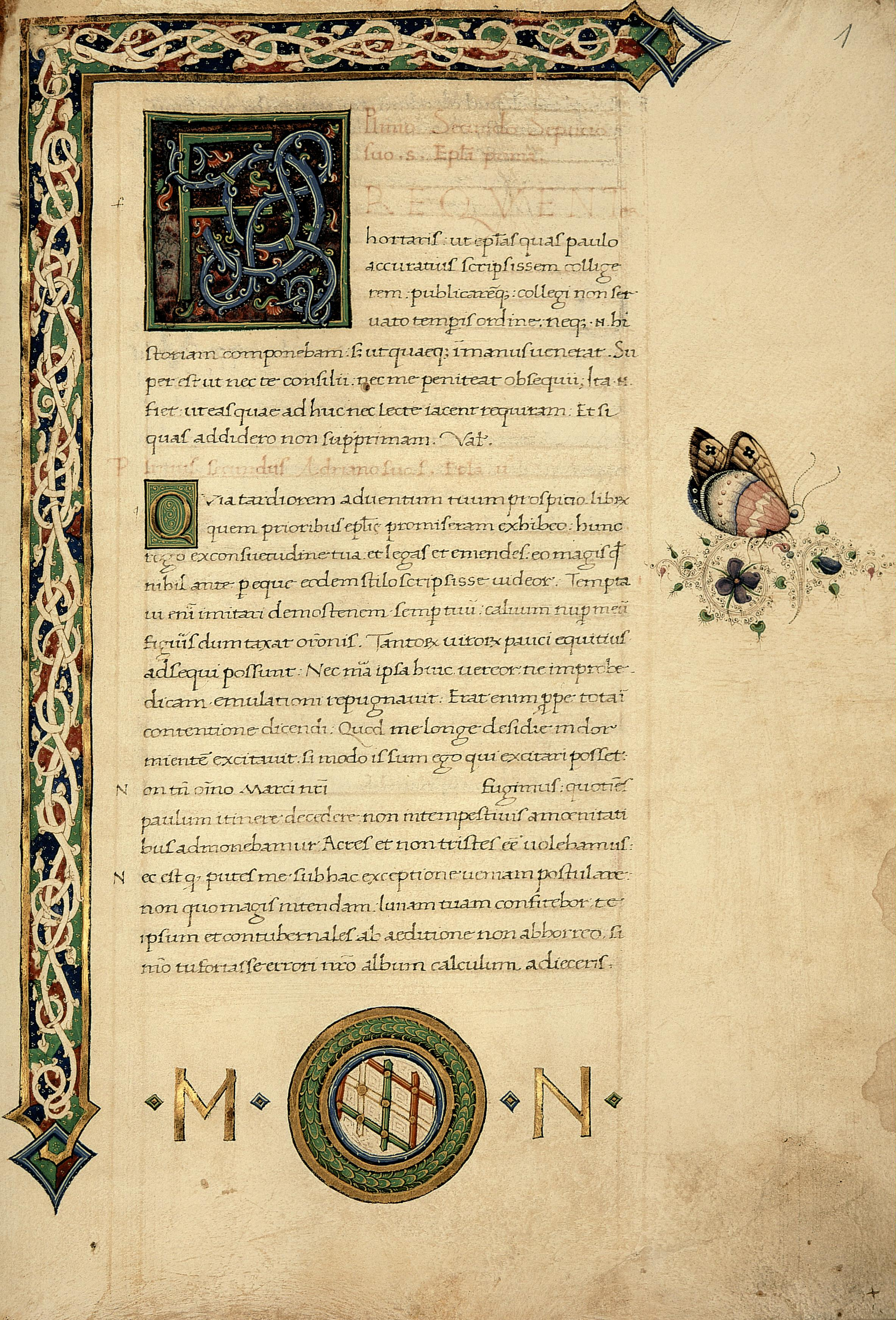
Der Anfang der Briefe des Plinius in der Handschrift Cesena, Biblioteca Malatestiana, Ms. S.XX.2, fol. 1r (15. Jahrhundert)

Die Plinius-Briefe sind eine Sammlung von Briefen (lateinisch Epistulae) des römischen Schriftstellers Plinius der Jüngere (61 oder 62 – ca. 113). Mit ihrer Publikation begründete er ein eigenes Genre und verschaffte sich den von ihm angestrebten Nachruhm.
„Sie sind einerseits“, konstatierte der Philologe Matthias Ludolph, „als stilistisch geformtes und veröffentlichtes Werk, Bestandteil der studia und gehören damit von Haus aus zu den Mitteln, mit denen man im Rom des Prinzipats Ruhm gewinnen kann. Darüber hinaus sind publizierte Briefe im höchsten Maße geeignet, in ganz unaufdringlicher Weise den Ruhm ihres Verfassers zu befördern.“
368 Briefe sind in zehn Büchern zusammengefasst. Die ersten neun Bücher enthalten 247 Briefe, die Plinius an 105 verschiedene Adressaten gerichtet hatte. Dies waren Freunde, persönliche Bekannte und namhafte Zeitgenossen. Diese Briefe veröffentlichte Plinius selbst, bevor er als Statthalter des Kaisers Trajan nach Bithynien ging. Das zehnte postum von unbekannter Seite publizierte Buch umfasst seine Korrespondenz mit Trajan (121 Briefe, auch Antwortschreiben des Kaisers). Nur die Briefe im 10. Buch sind chronologisch geordnet.
Die Briefsammlung ist von herausragender Bedeutung als historische Quelle für das späte 1. und beginnende 2. Jahrhundert. „Das hohe Ansehen, das die Briefe von historischer Seite genießen, wird von literarisch-philologischer Seite zumeist nicht geteilt. Den Plinianischen Briefen widerfährt ein ähnliches Schicksal wie beinahe der gesamten nachklassischen Literatur, die nur sehr schwer aus dem Schatten ihrer klassischen Vorgänger heraustreten kann.“ In jedem der Briefe behandelte Plinius unter Einhaltung der äußeren Form (Adressat, Absender, Grußformel) ein bestimmtes Thema. Nahezu alle Bereiche des Lebens der römischen Oberschicht werden angeschnitten. Die meisten dieser in einem sprachlich „mittleren Stil“ verfassten Mitteilungen wurden für die Veröffentlichung wohl noch einmal überarbeitet. Sie geben detaillierte Einblicke, sowohl in das Alltags- als auch in das politische Leben und in die gesellschaftlichen Verhältnisse in Rom. Enthalten sind persönliche Anliegen und Beziehungen, Reflexionen über Politik, Rechts- und Gerichtswesen, Literatur und Kultur, Bildungsfragen, daneben Landschaftsschilderungen.
Bekannt sind die Beschreibungen seiner Villen Tuscum im Apennin und Laurentinum südlich von Ostia am Mittelmeer.
Zu den bekanntesten Einzelstücken gehören die Schilderung des Vesuvausbruchs im Jahr 79 für Tacitus und der Briefwechsel mit Trajan bezüglich der Frage, wie mit Christen zu verfahren sei.

## Zwecke, Erscheinungsweise und Art der Briefe
Neben dem auf literarischen Nachruhm zielenden Motiv und einer autobiographischen Absicht werden die Briefe neuerdings auch als Versuch angesehen, mit der zeitgenössischen Öffentlichkeit unter dem Aspekt der politisch-moralischen Einflussnahme zu kommunizieren. Für die von Plinius selbst vorgenommenen Veröffentlichungen werden drei aufeinander folgende Publikationszeitpunkte als wahrscheinlich angegeben: die ersten zwei oder drei Bücher zwischen den Jahren 101 und 104, die Bücher vier bis sieben etwa 107/108, die Bücher acht und neun 109 oder 110 n. Chr. Vieles spricht dafür, dass es sich nicht um Briefe handelt, die von Plinius tatsächlich in dieser Form verschickt worden sind, sondern um für die Veröffentlichung überarbeitete Fassungen oder um rein artifizielle Erzeugnisse zum Zweck der Publikation. Erwogen werden auch Mischformen zwischen dem Rückgriff auf tatsächliche Korrespondenz und fiktiven Ergänzungsprodukten. Angeregt wurde die Veröffentlichung, wie Plinius im ersten Buch bemerkt, durch den Prätorianerpräfekten Gaius Septicius Clarus.
Der oft – auch von Plinius selbst – hergestellte Vergleich mit Ciceros Korrespondenz, so Lambert, sei fragwürdig. Bei Ciceros Briefen handle es sich um aus dem Moment heraus verfasste „echte“ Briefe, die „uns das Handeln, Denken, Fühlen dieses Mannes beinahe von Tag zu Tag miterleben lassen.“ Auch seien die Briefe Ciceros im Unterschied zu denen des Plinius datiert und erst nach seinem Tode unter anderen von seinem Sekretär Tiro herausgegeben worden.

„Bei Plinius können wir beobachten, wie sich der Brief an Verwandte und Freunde zum kleinen Kunstwerk formt, das oft exemplarischen Charakter, im Sinne der Belehrung über den Tag hinaus, annimmt, sich zum epigrammatischen Schluß spitzt oder zum wissenschaftlichen Essay weitet.“

## Gesellschaftliche Einblicke
Gesellschaftliche Ungleichheit war für Plinius nicht nur eine vorgefundene Selbstverständlichkeit im römischen Alltag, sondern ein zu wahrendes Gut. Bei der Ordnung des Rechtswesens in den Provinzen gelte es für die Verantwortlichen, durch Leutseligkeit sowohl die Honoratioren sich gewogen zu halten als auch die einfachen Bürger zu gewinnen. Es komme sehr darauf an, die Standes- und Rangunterschiede sorgfältig zu beachten, denn „sind sie einmal verwischt, getrübt, vermengt, dann ist nichts ungleichwertiger als diese Gleichwertigkeit.“
Bei der Eheschließung zwischen unterschiedlich wohlhabenden Partnern erschien es Plinius hingegen nötig, noch rechtzeitig einen insgesamt standesgemäßen Ausgleich herbeizuführen. Der in bescheidenen Verhältnissen aufgewachsenen Tochter seines offenbar geschätzten Briefpartners Quintilianus stellte er 50.000 Sesterzen als eigenen Beitrag zur Ausstattung mit Kleidung und Dienerschaft in Aussicht, „Dinge, von denen die innere Würde zwar nichts gewinnt, aber doch Schmuck und Glanz erhält.“ Dies sei angesichts des hochangesehenen Bräutigams geboten, „dem die Rücksicht auf seine zivilen Verpflichtungen eine gewisse Eleganz gebietet.“
Plinius nimmt in seinem Briefwerk vielfach Frauen gegenüber eine wertschätzende Haltung ein und greift im Einzelfall auch zu superlativischen Attributen wie probatissima (die Ehrbarste), honestissima (höchst Angesehene), sanctissima (die Erhabenste). Doch auch was es an Rühmlichem und Bemerkenswertem zu erfahren gibt, hänge ab von der gesellschaftlichen Stellung der Betroffenen, stellt Plinius fest. Eher zufällig habe er bei einer Segelpartie auf dem heimischen Comer See (Larius Lacus) durch den Hinweis eines Freundes von dem außergewöhnlichen gemeinsamen Tod eines Ehepaars von einfachem Stande erfahren, obwohl es sich dabei um Landsleute aus heimatlicher Umgebung handelte. Die Frau hatte den an einem unheilbaren Geschwür leidenden Ehemann mit sich selbst zusammengebunden und war ihm voraus und ihn mitreißend aus einem auf den See hinausgehenden Zimmerfenster in den Freitod gesprungen.
Über die Anzahl seiner Sklaven macht Plinius keine Angaben. Sie bilden für ihn einen selbstverständlichen Bestandteil des über eine Reihe eigener Güter verteilten Hausstands. Er bezeichnet sie als „meine Leute“ (mei) und hält es bei der Orientierung auf Sklavenmärkten für geboten, nicht nur nach dem Augenschein zu gehen, sondern vor allem die Ohren offen zu halten, um bestätigt zu bekommen, dass die in Aussicht Genommenen auch brav und gut verwendbar sind (ut frugi sint). Dennoch gelte es als Herr stets wachsam zu sein gegenüber den eigenen Sklaven, erläutert Plinius am Beispiel des Larcius Macedo, eines von seinen Sklaven übel zugerichteten und bald darauf verstorbenen, aber wohl auch besonders strengen und harten Herrn, dem Sohn ausgerechnet eines Freigelassenen:

„Du siehst, welch mannigfachen Gefahren, Entwürdigungen, Verhöhnungen wir ausgesetzt sind, und niemand darf sich in Sicherheit wiegen, weil er ein nachsichtiger, milder Herr ist; der Sklave, der seinen Herrn umbringt, macht keinen Unterschied, sondern geht brutal zu Werke.“

In der Alltagsnormalität fühlt sich Plinius von den eigenen Sklaven nicht hinreichend umsorgt, anders als wenn er zu Besuch bei der Schwiegermutter ist und von deren Sklaven bedient wird. So bittet er sie um einen Gegenbesuch, damit der in den Alltagsroutinen verloren gegangene Respekt seiner Leute wieder aufgefrischt werde.
In die Vielfalt der römischen Klientelverhältnisse, die die persönlichen Beziehungen in einem Geflecht von Abhängigkeit, wechselseitiger Unterstützung und Belohnung nicht allein im kleinen Kreis bestimmten, sondern sich von rechtlicher Vertretung über politische Unterstützung bis zu militärischer Gefolgschaft erstreckten, gibt Plinius Einblick unter anderem in einem Brief an seinen Freund Maximus. Diesen lobt er dafür, dass er auf der Ebene der Klientelpflege, die auch ganzen Bürgergemeinden gelten konnte, den Veronesern ein Gladiatorenspiel ausgerichtet hat, als Geste der Dankbarkeit und zur Belohnung für die ihm nachhaltig erwiesene Achtung und Verbundenheit:

„Von dort hast Du auch Deine Dir so liebe und bewährte Frau geholt, deren Andenken Du irgendein Denkmal oder Schauspiel schuldetest, vor allem ein solches, das am ehesten zu einer Leichenfeier paßt. […] Ich hätte mir nur gewünscht, daß die afrikanischen Tiere, deren Du so viele zusammengekauft hattest, auf den bestimmten Tag eingetroffen wären; aber wenn sie auch, durch einen Sturm aufgehalten, zu spät kamen, so hast Du doch verdient, daß Dir gedankt wurde, da es nicht in Deiner Macht lag, daß Du sie nicht vorführen konntest.“

## Bildungshorizonte
Als studia bezeichnet Plinius in der Regel die zentralen Felder seiner geistigen Betätigung vor allem in den Bereichen Rhetorik und Literatur, wichtigen Bestandteilen seiner Ausbildung zum Anwalt und Politiker. Sie nahmen breiten Raum schon in der Zeit des Aufwachsens bei seinem Onkel ein, bei Plinius dem Älteren. In der alltäglichen Praxis fallen Ausarbeitung und Vortrag von Gerichtsreden im Begriff der studia bei Plinius zusammen. So lobt er zwei junge Anwaltskollegen nach Plädoyers gegeneinander für ihr Bestreben, sich mit den Studien (ex studiis) einen Ruf zu erwerben. Unter ihren auf diese Weise der Allgemeinheit zugute kommenden Eigenschaften erwähnt er außergewöhnliche Rechtschaffenheit, Charakterfestigkeit und Anstand, eine mannhafte Stimme und sprachliche Gewandtheit, ein sicheres Gedächtnis, großes Talent sowie Urteilsvermögen. Seine an einen jungen Mann gerichtete Empfehlung zur Anlage der Studien betonen zunächst den Wert von Übersetzungen aus dem Griechischen ins Lateinische und umgekehrt. Damit seien präzises Ausdrucksvermögen, eine Fülle von Redewendungen (copia figurarum) wie auch die Darstellungskraft zu schulen.

„Ich weiß, daß gerade jetzt die Redekunst Dein Hauptanliegen ist, aber ich würde Dir deshalb nicht immer zu diesem kämpferischen und gleichsam kriegerischen Stil raten. Wie nämlich der Ackerboden durch verschiedene, wechselnde Saaten frisch erhalten wird, so unser Geist bald durch diese, bald durch jene Beschäftigung. Ich möchte, daß Du bisweilen eine Episode aus der Geschichte vornimmst, ich möchte, daß Du einen Brief mit einiger Sorgfalt verfaßt. Denn oft verlangt auch eine Rede nicht nur geschichtliche, sondern beinahe dichterische Beschreibungen, und eine knappe und reine Sprache wird aus dem Briefstil gewonnen. […] Du sollst nur darauf bedacht sein, die Vorbilder aus jeder Literaturgattung sorgfältig auszulesen. Es heißt ja, man müsse viel lesen, nicht vielerlei. (multum legendum esse, non multa)“

Die Beschäftigung mit der Wissenschaft biete ihm Freude und Trost (et gaudium mihi et solacium in literis), bekennt Plinius; nichts könne mehr Freude spenden, nichts die Trauer wirksamer lindern. Zwar ließen die Studien ihn Unglücksfälle tiefer empfinden, aber auch geduldiger ertragen.
Wichtige Anhaltspunkte für die eigene Orientierung erhofft sich Plinius auch von seinen Briefpartnern; denn nicht nur die menschliche Neugier komme dabei auf ihre Kosten. Lohnende Berichte von anderer Seite könnten beispielgebend auch für die eigene Lebensführung wirken (ad rationem vitae exemplis erudimur). In diesem Sinne gewährt Plinius jüngeren Bekannten seinerseits in pädagogischer Absicht freundschaftliche Hilfen, so etwa mit einer brieflichen Empfehlung zur Begrenzung des Tafelluxus durch beispielhafte Selbstbeschränkung. Am Ende dieses Briefes heißt es programmatisch:

„Da ich Dich liebe, darf ich Dich, sooft derartiges vorkommt, an Hand eines Beispiels im voraus aufmerksam machen, welchen Gefahren Du aus dem Weg gehen sollst. Deshalb denke daran, daß nichts mehr zu meiden ist als diese neuartige Verbindung von Luxus und Geiz; diese sind schon für sich allein sehr häßlich, vereint noch häßlicher.
Dein Gaius Plinius“

Auch seinen Rat zur Gelassenheit gegenüber den Wechselfällen des Lebens bindet Plinius an das Beispiel der eigenen Lebenserfahrung:

„Ich bin durch meine Tätigkeit vorangekommen, durch meine Tätigkeit in Gefahren geraten und wieder hochgekommen; Freundschaften mit Guten haben mich gefördert, haben mir geschadet und fördern mich jetzt wieder. Zählt man die Jahre zusammen, denkt man: eine kurze Spanne; schaut man auf den Wechsel der Dinge: eine halbe Ewigkeit. Das kann uns zur Lehre dienen, nie zu verzweifeln, nie ganz zu trauen, wo wir sehen, daß solch bunter Reigen im Kreise an uns vorbeirollt.“

Bei Gelegenheit, sich den hektischen Alltagsgeschäften mit ihrer vielen Lauferei und dem oft geringem Nutzen zu entziehen, hält Plinius für angebracht und lohnend, wenn die Zeit stattdessen für Studien oder Muße (otium) genutzt werden könne. Muße sei, wie es so scherzhaft und treffend heiße, doch besser als Nichtstun. Einem anderen Briefpartner rät er, den Studien alles andere unterzuordnen und daraus etwas überdauerndes Eigenes zu schaffen, das nicht wie sonstiger Besitz nach dem Tode auf andere übergeht.

## Ethisch-moralische Leitvorstellungen
Als vorbildliche Eigenschaften, die Plinius auch ausdrücklich für sich selbst in Anspruch nimmt, hebt er Freigebigkeit (liberalitas), Bescheidenheit (modestia) und Milde (clementia) hervor. Es scheint, dass Plinius auch tatsächlich im Ruf besonderer Milde stand, wenn sogar Untergebene seiner Freunde auf ihn als Fürsprecher bei ihren Herren rechnen konnten. Sabinianus wird von ihm eindringlich beschworen, einem seiner Freigelassenen wegen dessen Vergehen nicht weiterhin zu zürnen:

„Du hast den Mann liebgehabt und wirst ihn hoffentlich wieder lieb haben; einstweilen genügt es, daß Du Dich erweichen läßt. Du darfst ihm wieder zürnen, wenn er’s nicht anders verdient, und da mit noch besserem Recht, wenn Du Dich jetzt erweichen läßt. Halte seiner Jugend, seinen Tränen, Deiner Nachgiebigkeit etwas zugute! Quäle ihn nicht und damit auch Dich, denn Du quälst Dich, wenn Du, ein so sanftmütiger Mann, zornig bist!“

Bei der Auseinandersetzung mit Verfehlungen anderer mahnte Plinius überhaupt zur Zurückhaltung und wandte sich gegen jene, die am härtesten bestraften, was sie selbst am meisten nachahmten. „Ich für meine Person halte den für den besten, vollkommensten Menschen, der allen andern so verzeiht, als ob er selbst täglich fehlte, und sich so vor Verfehlungen hütet, als ob er niemandem etwas verziehe.“ Schließlich gelte der Satz: „Wer die Fehler der Menschen haßt, haßt die Menschen.“ (qui vitia odit, homines odit)
Rangunterschiede bei der Bewirtung seiner Tischgäste zu machen, lehnte Plinius ab, anders als er es bei einem Bekannten erlebt hatte, der nur einigen die besonderen Delikatessen servieren ließ, die übrigen Teilnehmer dagegen mit billiger Schmalkost abspeiste. „Auch den Wein hatte er in kleinen Fläschchen in drei Sorten aufgetragen, nicht, damit man die Möglichkeit habe zu wählen, sondern damit man nicht ablehnen könne, eine für sich und uns, eine für die geringeren Freunde – er macht nämlich Rangunterschiede bei seinen Freundschaften –, eine dritte für seine und unsere Freigelassenen.“ Mit wem dagegen er, Plinius selbst, Tisch und Polster teile, den behandle er auch in allen Dingen gleich.
Mitmenschliche Teilnahme bezeugt Plinius auch gegenüber den zu seinem Hausstand gehörenden Sklaven. Er gestattete ihnen entgegen üblichem Brauch, eine Art Testament zu machen, und setzte dessen Inhalt nach eigenem Bekunden dann auch um, als wäre es rechtskräftig. „Sie verteilen, schenken, hinterlassen selbstverständlich innerhalb des Hauswesens, denn für Sklaven ist das Hauswesen gewissermaßen der Staat und sozusagen ihre Gemeinde.“
Zwiespältige Gefühle löst bei Plinius der Freitod seines von schwerer Gicht geplagten väterlichen Freundes Corellius Rufus aus. Es sei doch immer besonders traurig, wenn der Tod nicht auf natürlichem Wege eintrete, denn „bei denen, die von der Krankheit dahingerafft werden, liegt immerhin ein starker Trost eben in der Unabwendbarkeit; bei denen, die ein freiwilliger Tod entführt, ist der Schmerz darüber unheilbar, weil man glaubt, sie hätten noch lange leben können.“ Von der Frau des Corellius, der schließlich die Nahrungsaufnahme verweigerte, wurde Plinius als letztmöglicher Abwender dieses Freitods an das Krankenlager gerufen, erfuhr aber schon auf dem Wege dahin, dass auch er den Entschluss des Freundes nicht würde ändern können: „Als der Arzt ihm zu essen geben wollte, hatte er gesagt: ‚Mein Entschluß steht fest!’, ein Wort, das in meiner Seele tiefen Schmerz, aber auch hohe Bewunderung auslöste.“ Auch in anderen Berichten des Plinius über Freitode in seinem Umfeld sind es, wie Bütler anmerkt, besonders zwei wiederkehrende Aspekte, die betont werden: die vernunftgemäße Entscheidung und die standhafte Durchführung. Darin zeige sich der absolute Primat des Geistes auch unter schwersten Krankheitsumständen. „Das heißt aber, daß Plinius den Freitod nicht nur gutheißt, sondern darüber hinaus die in ihm sich äußernde menschliche Größe bewundert.“

## Zeitkritische Perspektiven
So sehr Plinius einerseits die vorbildlichen Eigenschaften und Haltungen von Persönlichkeiten in seinem Freundes- und Bekanntenkreis betont und beispielhaftes Verhalten vielfach ausgiebig lobpreist, so wenig zufrieden, mitunter abfällig und beinahe resigniert äußert er sich über zeitgenössische Zustände in der Gesellschaft, denen er oft vergangene, aus seiner Sicht bessere Zeiten gegenüberstellt. Bütler meinte dazu: „es muss nämlich erstaunen, wieviele vorzügliche und verschwenderisch mit lobenden Epitheta belegte Männer und Frauen in Plinius’ Briefen am Leser vorüberziehen, während andererseits die licentia temporum [Zügellosigkeit der Zeitläufte] beklagt und die vitia [Laster] der anonymen Masse gegeißelt werden. Damit entsteht ein schroffer und weder durch Zwischenstufen gemilderter noch sonst wie ausgeglichener Gegensatz zwischen dem Autor und einer mehr oder weniger geschlossenen Gruppe um ihn herum auf der einen – sowie der Umwelt, von der er sich bewußt distanziert, auf der anderen Seite. Jene kleine elitäre Gruppe spielt in den Briefen eine Hauptrolle und prägt sich dem Leser dadurch besonders stark ein; sie vermag aber das düstere Gesamtbild offenbar nicht aufzuhellen.“ An seinem Freund Asinius Rufus lobt er in besonderer Weise die mehrfache Vaterschaft, der er einen ansonsten neuerdings ausgebildeten allgemeinen Hang zur Kinderlosigkeit entgegensetzt:

„Er hat mehrere Kinder. Denn auch in dieser Beziehung hat er die Pflichten eines vorbildlichen Staatsbürgers erfüllt, daß er die fruchtbaren Jahre seiner Frau in reichem Maße ausnützen wollte, in einem Jahrhundert, in dem die meisten in Gedanken an die Vorteile der Kinderlosigkeit schon einen einzigen Sohn als Belastung empfinden.“

Von den Nachwachsenden hat Plinius allerdings im Allgemeinen keine gute Meinung. Dies zeigt sich etwa bei dem Loblied auf seinen gerade verstorbenen vormaligen Schützling Iunius Avitus, an dessen Ausbildung und charakterlicher Formung er so hohen Anteil hatte, dass Avitus ihm äußerste Wertschätzung entgegengebracht und ihn als seinen Lehrer verehrt habe.

„Das ist eine Seltenheit bei der heutigen Jugend. Wie wenige fügen sich doch im Bewusstsein ihrer Unterlegenheit dem Alter oder der Autorität eines andern! Gleich sind sie klug, gleich wissen sie alles, respektieren niemanden, streben niemandem nach und sind sich selbst Vorbild.“

Wenn Plinius sich einerseits erfreut zeigt über die Vielzahl literarischer Talente, die auch mal einen ganzen Monat lang zu täglichen Lesungen den Stoff böten, so klagt er andererseits über das Verhalten des Publikums, das sich großteils den Darbietungen gar nicht oder wenig konzentriert zuwende. Die meisten säßen auf öffentlichen Plätzen schwatzend herum, ließen sich von Ferne über den Stand der Dinge informieren und blieben weg, solange der Vortragende noch nicht anwesend, die einleitenden Worte bzw. größere Teile des Vortragsmanuskripts noch nicht gesprochen seien. Nun erst kämen sie zögerlich hinzu, blieben aber auch dann nicht bis zum Schluss, sondern machten sich teils diskret, teils ohne jegliche Rücksichtnahme wieder davon.
Eine spezielle Verderbnis der Sitten sieht Plinius in den nach griechischem Vorbild unbekleidet durchgeführten, römischen Gepflogenheiten aber nicht entsprechenden gymnastischen Wettkämpfen. Das in Vienne ergangene diesbezügliche Veranstaltungsverbot begrüßt er deshalb und wünscht sich das auch für Rom: „Denn die Laster von Vienne bleiben an Ort und Stelle, unsere verbreiten sich weithin, und wie im menschlichen Körper die schlimmste Krankheit die ist, welche im Kopf beginnt, so ist es auch im Staat.“
Als teilweise unwürdig beschreibt Plinius auch die Verhältnisse am wichtigsten Ort seines eigenen staatspolitischen Wirkens, im Senat von Rom. Seinem Freund Maximus berichtet er von der Einführung eines neuen Abstimmungsverfahrens bei Wahlen unter Einsatz von Stimmtäfelchen:

„In der Tat waren wir bei der offenen, mündlichen Stimmabgabe tiefer gesunken als die zügellosen Volksversammlungen; kein Innehalten der Redezeit, kein besonnenes Schweigen, kein gemessenes Sitzenbleiben. Lautes mißtönendes Geschrei von allen Seiten, jeder drängte sich inmitten vieler Häuflein, vieler Grüppchen mit seinen Kandidaten vor, ein wüstes Durcheinander; so weit waren wir den Grundsätzen der Väter untreu geworden, bei denen alles seinen geordneten, maßvollen, ruhigen Gang nahm und die Würde des Ortes respektierte.“

Von älteren Senatskollegen hat sich Plinius erzählen lassen, wie es noch in ihrer Anfangszeit ganz anders zugegangen sei: lautlose Stille nach dem Namensaufruf des Kandidaten, der dann seine Referenzen und Unterstützer benannte, die ihrerseits kurze Erklärungen abgaben. „Das war wirksamer als alles Werben. Bisweilen bemängelte ein Kandidat die Herkunft, das Alter oder auch den Charakter seines Konkurrenten. Der Senat hörte sich das mit zensorischem Ernst an. So setzten sich häufiger Männer durch, die es verdienten, als solche mit guten Beziehungen.“
In einem weiteren Brief an Maximus kommt Plinius auf das neue Verfahren und damit im Zusammenhang stehende Bedenken zurück, dass die geheime Abstimmung zu Missbräuchen führen könnte. Viele würden doch im Geheimen erst recht den Anstand beiseitelassen. „Das ist jetzt eingetreten“, berichtet Plinius. „Bei den letzten Wahlen fanden sich auf einigen Stimmzetteln allerhand Witzeleien, sogar Zoten, in einem Falle statt des Namens der Kandidaten die ihrer Förderer. Der Senat brauste auf und beschwor den Zorn des Prinzeps auf den Schreiber herab; doch der verkroch sich und war nicht auszumachen, befand sich wohl gar unter den Empörten.“ Wie Abhilfe zu schaffen wäre, sieht Plinius nicht; immer seien doch die Gebrechen stärker als die Heilmittel.

## Aristokratische Nutzung von Landeigentum
Plinius’ ländlichen Besitzungen werden in seinem Briefwerk erst in zweiter Linie als Ertragsgüter und wirtschaftliche Existenzbasis behandelt. Vor allem als lohnenden Gegenpol zu den in Hektik und zweifelhafter Geschäftigkeit verbrachten Tagen in der Metropole Rom setzt er sie in Szene. Ulrich Schnabel vertritt in der Zeit für die gegenwärtigen Erscheinungsformen von Alltagsstress und Reizüberflutung im „Online-Zeitalter“ unter Hinweis auf Erkenntnisse von Sozialpsychologie und Hirnforschung einen ähnlichen Ansatz: „Dass schon der Anblick von Wiesen und Bäumen einen erholsamen Effekt hat, ist mittlerweile sogar wissenschaftlich bewiesen. Im Gegensatz zu einer städtischen Umgebung wird unser Gehirn in der Natur nicht ständig mit neuen Reizen bombardiert und kann sich auf einer Almwiese oder beim Blick aufs Meer besonders gut regenerieren.“ In einer Vergleichsstudie mit Studenten der University of Michigan wurde gefunden, dass Stadtspaziergänge sich im Vergleich zum Aufsuchen eines mit Bäumen und Sträuchern bestückten Arboretums nachteiliger darstellten im Hinblick auf Stimmungslage, geistige Leistungsfähigkeit und Aufmerksamkeit. Ein weiteres Experiment habe noch Erstaunlicheres zutage gebracht: „Schon das Betrachten eines Naturpanoramas auf einem Foto wirkte sich vorteilhafter auf den Geisteszustand aus als das Betrachten einer Straßenszene.“ An beschaulichem Ruheort angekommen, werde er sich erst bewusst, wie lästig und fade sich der städtische Alltag auf die Dauer darstelle. Auf seinem Gut bei Laurentum falle das alles von ihm ab:

„Ich höre nichts, was gehört, sage nichts, was gesagt zu haben mich reute; niemand fällt bei mir mit bösem Geschwätz über jemand her, ich selbst tadle niemand, außer doch mich selbst, wenn ich mich beim Schreiben als zu wenig geschickt erweise. Keine Hoffnung, keine Furcht bringt mich um meinen Frieden, keine Gerüchte stören mich in meiner Ruhe. Nur mit mir allein und meinen lieben Büchern unterhalte ich mich. O welch gesundes und reines Leben, o welch süße und edle Muße, schöner fast als jede Beschäftigung! O Meer, o Meeresstrand, wahrer und heimlicher Musensitz, wieviel weckt ihr in mir, wieviel gebt ihr mir ein!“

Die Lage des Laurentischen Anwesens erscheint ihm ideal, das Haus relativ geräumig, der Unterhalt aber nicht weiter kostspielig. Es biete guten Wetterschutz, da die das Atrium D-förmig umschließende Säulenhalle durch Scheiben und vorspringende Dächer geschützt sei. An den mittigen Empfangsraum schließe das Esszimmer an, „das bis zum Strand vorspringt und, wenn einmal das Meer vom Südwind aufgewühlt ist, von den bereits gebrochenen, letzten Ausläufern der Wellen bespült wird. Auf allen Seiten hat es Flügeltüren oder Fenster, die nicht kleiner sind als Flügeltüren, und so schaut man von den Seiten und von vorn gleichsam auf drei Meere“. Mit dem Stolz des Hausherrn und als sachkundiger Genießer setzt Plinius die briefliche Führung durch die Bauten fort:

„Links von diesem Eßzimmer, etwas zurücktretend, ist ein geräumiges Zimmer, anschließend ein anderes kleineres, das durch seine Fenster die aufgehende Sonne einläßt, die untergehende durchs andere bis zuletzt auffängt. Auch von ihm aus sieht man zu seinen Füßen das Meer, zwar weiter entfernt, dafür aber mit einem Gefühl größerer Sicherheit. Dieses Zimmer und das vorspringende Eßzimmer bilden einen Winkel, der die direkten Sonnenstrahlen sammelt und verstärkt. Das ist der Winteraufenthalt, das ist auch der Turnplatz meiner Leute. Dort schweigen alle Winde, außer denen, die Gewölk bringen und dem Ort eher seine Heiterkeit als seine Benutzbarkeit nehmen. An diesen Winkel angeschlossen ist ein halbkreisförmig gebogenes Zimmer, das dem Lauf der Sonne mit all seinen Fenstern folgt. In seine Wand ist ein Schrank eingelassen, eine Art Büchergestell, das die Bücher enthält, die man nicht einmal, sondern immer wieder liest. Daneben, durch einen Gang verbunden, der über einem Röhrensystem liegt, das die Wärme auffängt und sie in angenehmer Mischung nach beiden Seiten leitet und verteilt, befindet sich ein Schlafraum. Der restliche Teil dieses Flügels enthält Räume für Sklaven und Freigelassene, die meisten so hübsch, dass sie Gäste aufnehmen könnten.“

Zu den Annehmlichkeiten des Bäderkomplexes gehört ein reizvolles Warmwasserbassin mit Meerblick beim Schwimmen; zudem gibt es einen Wohnturm mit je zwei Wohnzimmern in beiden Geschossen und einen weiteren Turm mit einem Zimmer, von wo aus man Sonnenaufgang und Sonnenuntergang beobachten kann. Auch damit haben die Attraktionen dieses Anwesens für Plinius noch kein Ende, denn sein liebster Aufenthaltsort ist ein – über einen stattlichen und wiederum durch Fenster geschützten Säulengang erreichbares – Gartenhaus, vom Hausherrn selbst angelegt, wie er betont, mit einem „Sonnenzimmer“ (heliocaminus) und einem Schlafraum, der Ausblicke sowohl auf das zu Füßen liegende Meer wie auf die rückwärtigen Landhäuser und auf die Wälder oberhalb gewährt.
Dass wirtschaftliche Erwägungen Plinius bei Erwerb und Nutzung der Landgüter durchaus nicht fremd waren, macht er an anderer Stelle deutlich, wo er Erwägungen über ein weiteres Objekt zur Abrundung seiner Besitzungen anstellt. Dabei handelt es sich um angrenzende Landstücke, die den Vorteil böten, dass sie keine zusätzlichen Reisekosten und Mühen für Besuche verursachen würden und keines eigenen Verwalters bedürften, sondern von dem dort bereits beschäftigten nur zusätzlich übernommen zu werden brauchten. Auch die Kosten für Gärtner, Handwerker und Jagdausrüstung fielen so nur einmal an.

„Dagegen fürchte ich, es sei unvorsichtig, einen so großen Besitz denselben Wetterunbilden, denselben Zufällen auszusetzen; es scheint sicherer, die Launen des Schicksals durch die verschiedenen Lagen der Besitzungen auszugleichen. Auch hat der Wechsel des Bodens und des Klimas und gerade dieses Hinundherreisen zwischen den Landgütern viel Angenehmes für sich.“

Für den Erwerb spreche, dass es sich um fruchtbaren Boden handle, der zwar keinen übermäßigen, doch einen sicheren Ertrag verspreche. Gerade die Ertragslage habe aber in der jüngeren Vergangenheit erhebliche Einbußen dadurch erlitten, dass die dort abhängig Beschäftigten mit den Pachtzahlungen in Not geraten seien und wichtiges Arbeitsgerät großteils verpfändet hätten. „Sie müssen also ausgerüstet werden, und zwar mit um so mehr Kosten, als sie nur tüchtige Sklaven brauchen können; denn weder habe ich selbst irgendwo Sklaven, die in Fesseln Zwangsarbeit leisten, noch hat dies sonst jemand in der Gegend.“ Dafür sei aber das früher fünf Millionen Sesterzen teure Landstück nun für drei Millionen zu haben, eine für Plinius durchaus aufzubringende Größenordnung: „Freilich ist fast mein ganzer Besitz in Land angelegt, doch kommt auch etwas Zins herein, und es wird nicht schwer sein, Geld aufzunehmen. Ich kann es von meiner Schwiegermutter bekommen, über deren Kasse ich wie über meine eigene verfüge.“
An wieder anderer Stelle zeigt sich, dass Plinius zum Teil intensiv mit Fragen der Ertragsoptimierung seiner Güter befasst war, etwa bei der Vermarktung der Weinlese. Da beklagt er, dass sein Rabattsystem, das neben einem Kaufpreisnachlass für alle Käufer eine zusätzliche Ermäßigung für Großabnehmer beinhaltete, nun zwar allgemein nachgeahmt werde, sich aber ökonomisch kaum auszahle. Die Vorteile lägen eher darin, dass die Geschäftspartner, die er für pünktliche Gegenleistung noch zusätzlich belohne, sich von ihm gerecht behandelt fühlten und ihm auf diese Weise dankbar gewogen blieben.
Nicht immer stellt sich der Genuss der stadtfernen Aufenthalte auf seinen Landgütern Plinius dem Jüngeren ungetrübt dar, nicht einmal in der Toskana (at hoc ne Tuscis quidem), wo er, wie es im Brief heißt, mit allerlei schriftlichen Vorbringen seiner Leute eingedeckt werde.
„Diese lese ich noch um einiges weniger gern als meine eigenen Schriften; denn auch meine eigenen lese ich ungern. Ich überarbeite nämlich ein paar kleinere Reden, was nach einiger Zwischenzeit langweilig und mühsam ist. – Meine Rechnungen werden nachlässig geführt, wie wenn ich gar nicht da wäre. Bisweilen steige ich doch aufs Pferd und spiele insofern den Gutsbesitzer, als ich durch einen Teil meiner Ländereien reite, aber nur um mir Bewegung zu verschaffen. Bleibe Du bei Deiner Gewohnheit und schreibe dem Landmann, der ich bin, was sich in der Stadt zuträgt.“

## Aspekte und Probleme der Provinzverwaltung – im Dialog mit Trajan
Die Übernahme der Verwaltungsorganisation einzelner Provinzen des Römischen Reiches auf Zeit lag für einen vormaligen Konsul im Rahmen der Erwartungen, denen er sich als führendes Senatsmitglied zu stellen hatte. Plinius war darauf in vieler Hinsicht ausgiebig vorbereitet, wie aus seinem Briefcorpus hervorgeht. Im Senat hatte er sich als Anwalt für Senatskollegen eingesetzt, die wegen vermeintlicher Unregelmäßigkeiten während ihrer Tätigkeit in der Provinzverwaltung von ihren politischen Gegnern angegriffen worden waren. Anderen gab er anlässlich der Übernahme solcher Funktionen gute Ratschläge mit auf den Weg. Besondere Rücksichtnahmen hielt er hinsichtlich der Ausübung römischer Hoheit in den alten griechischen Kernlanden für angebracht. Dem in diese Aufgabe berufenen Maximus riet er:

„Bedenke, Du wirst in die Provinz Achaia gesandt, das wahre, unverfälschte Griechenland, wo, wie es heißt, zuerst Bildung und Wissenschaft und selbst der Ackerbau erfunden worden ist, wirst entsandt, um Ordnung in die Verfassung freier Städte zu bringen, das heißt: zu Menschen, die im besten Sinne Menschen, zu Freien, die im besten Sinne Freie sind, die dies von der Natur verliehene Recht auf Freiheit durch Tüchtigkeit, Verdienste, Freundschaft, schließlich auch durch getreuliche Erfüllung von Verträgen behauptet haben. Hab’ Ehrfurcht vor ihren göttlichen Stadtgründern, den Namen ihrer Gottheiten! Hab’ Ehrfurcht vor ihrem alten Ruhm und überhaupt vor ihrem Alter, das bei Menschen ehrwürdig, bei Städten heilig ist! Erweise ihrer Vergangenheit Ehre, ihren Großtaten, auch ihren Mythen! Kränke niemanden in seiner Würde, seiner Freiheit, ja, auch nicht in seiner Eitelkeit!
Halte Dir vor Augen, daß es das Land ist, das nicht etwa nach einem Siege über uns Rechtssatzungen und Gesetze aufgezwungen, sondern auf unsere Bitte hin geliefert hat, daß es Athen ist, wohin Du gehst, Lacedämon, das Du verwaltest; ihnen den letzten Schatten einstiger Größe, den Rest der Freiheit zu rauben, wäre hart, grausam und barbarisch.“

Zudem mahnt Plinius den Freund Maximus, sich den guten Ruf zu erhalten, den er sich von Bithynien her mit seiner Quaestur erworben habe; denn bekanntlich sei es der Ehre weit schädlicher, das errungene Ansehen zu verspielen, als gar nicht erst dazu zu kommen. Als Plinius von Trajan dann selbst als besonders bevollmächtigter Statthalter in die Provinz Bithynien und Pontus entsandt wird, zeigt sich in seinen brieflichen Rückfragen ein geradezu peinliches Bemühen, nur ja die eigenen Kompetenzen nicht zu überschreiten und sich – ganz im Sinne seiner Ermahnung an Maximus – keine rufschädigenden Missgriffe zu leisten. Ludolph deutet dieses Verhalten als mit Pedanterie gepaarte Entscheidungsschwäche und partielle Hilflosigkeit. Der historischen Forschung hat er mit seinen zahlreichen Bitten um kaiserliche Weisung einen ansehnlichen Dienst erwiesen, da sonst viele Einzelheiten damaliger römischer Provinzverwaltung gar nicht überliefert wären.
Nach einem ausgedehnten Brand in Nikomedia fragt er beispielsweise an, ob Trajan angesichts der von Plinius als komplett desolat geschilderten Brandschutzvorkehrungen zustimme, dass eine maximal 150 ausgebildete Handwerker umfassende Feuerwehr vor Ort gebildet werde. Trajan verwirft diesen Plan aber mit dem Hinweis auf die besondere politische Unruhelage in der Provinz Bithynien und Pontus. Jeder Art von Personenorganisation sei unter diesen Umständen besser vorzubeugen. Plinius solle für eine bessere technische Ausstattung zur Brandbekämpfung sorgen, diese aber den einzelnen Hausbesitzern auftragen und wo nötig das herbeigelaufene Volk mit dazu anhalten (accursu populi ad hoc uti)
Als Plinius ein Problem bei der wirksamen Bewachung der Gefängnisse in seiner Provinz sieht und nachfragt, ob er die bisher allein dafür zuständigen Stadtsklaven (publicos civitatium servos) nicht besser durch Soldaten ersetzen oder, wie bereits geschehen, ergänzen solle, antwortet ihm der Kaiser:

„Es ist nicht nötig, mein liebster Secundus, zur Bewachung der Gefängnisse eine größere Zahl Dienstkameraden beizuziehen. Wir wollen bei jener Gewohnheit bleiben, die in dieser Provinz herrscht, dass sie durch die Stadtsklaven gehütet werden; ob sie dies zuverlässig machen, hängt freilich von Deiner Strenge und Aufmerksamkeit ab. Vor allem ist nämlich, wie Du schreibst, zu fürchten, daß, werden Soldaten und Stadtsklaven zusammen eingesetzt, sie im gegenseitigen Vertrauen aufeinander nachlässiger werden. Aber auch dies liegt uns am Herzen, möglichst wenig Soldaten von ihren Einheiten abkommandieren zu müssen.“

Im Allgemeinen sind die Reskripte Trajans so gehalten, dass sie die Fortgeltung bestehender Regelungen bekräftigen. So heißt es in einem Antwortschreiben zum Beispiel, dass den Bewohnern der den Römern verbündeten Stadt Amisos die von ihnen betriebene Unterstützungskasse zuzugestehen sei, weil sie ihren Gesetzen und der Vertragslage nach darauf ein Anrecht hätten. Man könne ihnen das umso weniger verwehren, „wenn sie einen solchen Beitrag nicht für Unruhen und unerlaubte Zusammenkünfte, sondern zur Linderung der Armut bedürftiger Leute gebrauchen. In den übrigen Städten, die unserem Rechte unterworfen sind, ist dergleichen zu verbieten.“
Als Plinius im Hinblick auf die Mitgliederzusammensetzung städtischer Ratsversammlungen nach Rom meldet, dass einige für diese Posten Geldgeschenke als Gegenleistung erbringen müssten, der Großteil dagegen nicht, und um eine verbindliche kaiserliche Regelung nachfragt – „denn was für die Dauer bleiben soll, muss von Dir verfügt werden, dessen Taten und Worten ewige Geltung sicher ist“ (cuius factis discisque debetur aeternitas) –, heißt es in der Antwort:

„Ob alle, die in irgendeiner Stadt Bithyniens Ratsherren werden, ein Eintrittsgeld für ihr Ehrenamt als Ratsherr spenden sollen oder nicht, kann in allgemeingültiger Form von mir nicht festgelegt werden. Ich bin daher der Meinung, daß – und dies ist immer noch der sicherste Weg – das Gesetz jeder einzelnen Stadt zu befolgen sei […]“

Sehr differenziert werden auch Fragen der Bürgerrechtsverleihung gehandhabt. Da Plinius für den eigenen Masseur bei Trajan das römische Bürgerrecht beantragt und gewährt bekommt, aber noch Angaben zur Person nachreichen soll, wird er darauf aufmerksam gemacht, dass er wegen dessen ägyptischer Herkunft erst noch das alexandrinische Bürgerrecht für ihn hätte erwirken sollen. Auf die nachholende diesbezügliche Bitte erwidert Trajan, dass er nach dem Beispiel seiner Vorgänger das alexandrinische Bürgerrecht eher zurückhaltend verleihe. „Aber da Du für Deinen Masseur Harpocras bereits das römische Bürgerrecht erhalten hast, kann ich Dir auch diese Bitte nicht gut abschlagen.“
Bei Vorschlägen seines Statthalters für Bauprojekte in Bithynien und Pontus mahnt Trajan eine solide Gegenfinanzierung an, selbst wo Plinius die Voraussetzungen dafür bereits als erfüllt ansieht – es handelt sich um den Neubau eines öffentlichen Bades in Prusa – und meint, es gehe um ein Unternehmen, das sowohl der Rang dieser Stadt erfordere als auch „Deines Jahrhunderts Glanz“ (saeculi tui nitor). Im Antwortschreiben wird die Realisierung des Projekts an Bedingungen geknüpft: Zum einen dürfe keine neue Steuer erhoben werden; zum anderen dürften für notwendige Ausgaben künftig nicht weniger Mittel zur Verfügung stehen.
Auf ausgeprägten Personenkult scheint Trajan keinen besonderen Wert gelegt zu haben. Wohl erlaubt er Plinius auf Anfrage, eine Statue seiner selbst, des Kaisers, in einem geplanten Tempelbau aufzustellen, verbunden allerdings mit dem Hinweis, dass er Ehrungen dieser Art nur sehr sparsam erlaube. Als Plinius bei der Ausgabenprüfung der Stadt Byzantion entdeckt, dass man dort jährlich 12.000 Sesterzen aufwendet, um einen Gesandten mit einer Dankadresse für den Kaiser nach Rom zu schicken, bestätigt ihm Trajan, er habe Recht damit, diesen Ausgabenposten zu streichen. „Der Zweck wird ebenso gut erreicht, wenn Du nur die Dankadresse schicken lässt.“

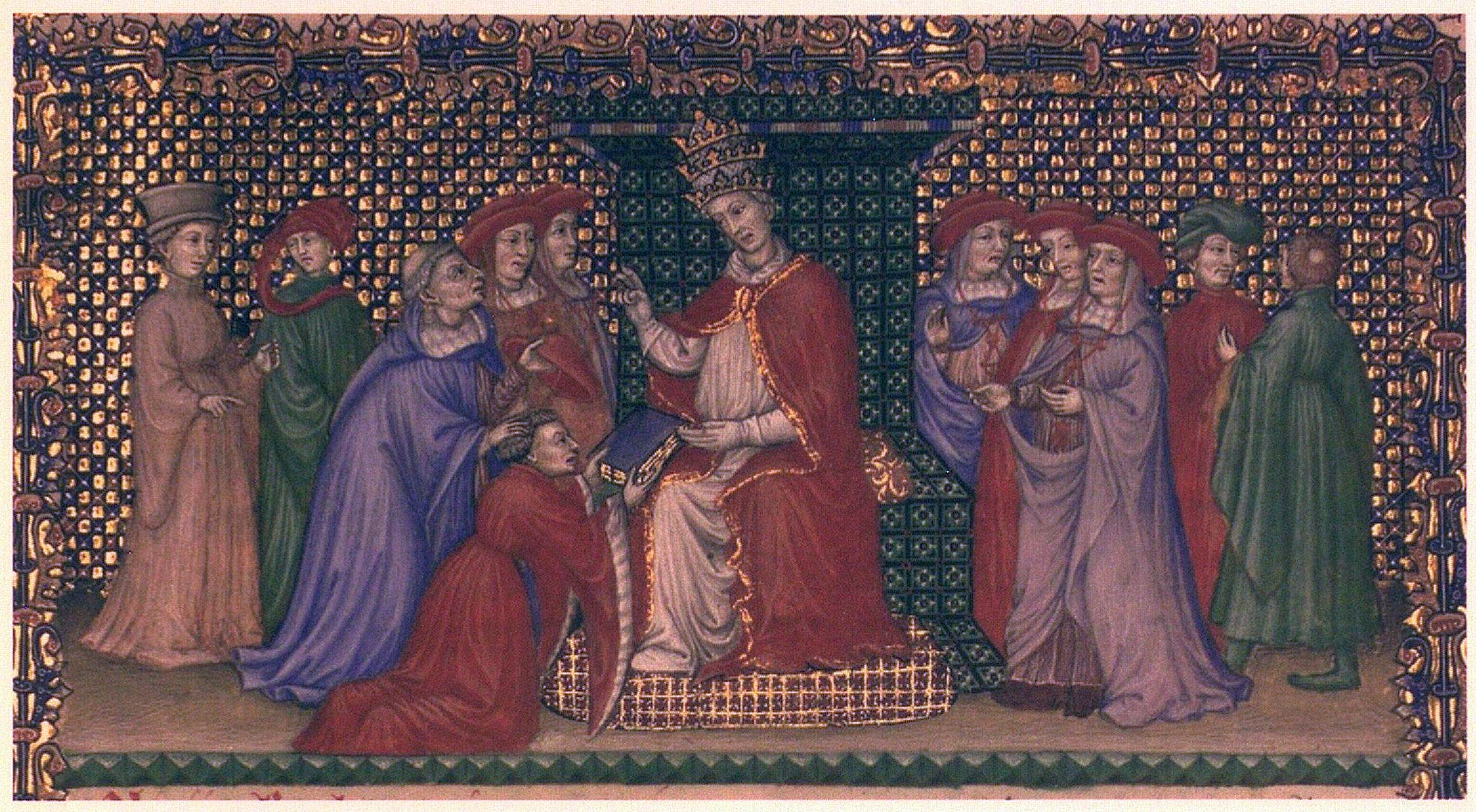
Buchmalerei in einer Handschrift der Plinius-Briefe: Die für Papst Benedikt XIII. angefertigte Handschrift wird ihm überreicht. Città del Vaticano, Biblioteca Apostolica Vaticana, Vat. lat. 1777, fol. 1r (spätes 14. Jahrhundert)

## Überlieferung
Plinius’ Briefe überlebten nur als Kopien, die Hunderte von Jahren später angefertigt wurden und die sich jeweils geringfügig voneinander unterscheiden.
Für die ersten neun Bücher, die Plinius selbst in Gruppen zu je drei herausgegeben hatte, gibt es eine große Zahl an Handschriften des 9. bis 15. Jahrhunderts, die sich in drei Überlieferungsklassen einteilen lassen, je nachdem, wie viele Bücher sie umfassen. Der Text des zehnten Buches geht auf die Editiones principes zurück, die Hieronymus Avantius und Aldus Manutius 1502 und 1508 vorlegten. Ihnen lag eine heute verlorene Pariser Handschrift aller zehn Bücher zugrunde. Erst 1888 wurde eine Handschrift mit vierzig dieser Briefe von und an Trajan in der Bodleian Library in Oxford wiederentdeckt.
1471 erschien in Venedig die von L. Carbo herausgegebene und gedruckte editio princeps, die auf einem der Manuskripte in der Tradition der neun Bücher basierte. Die erste Ausgabe mit der zehnbändigen Sammlung wurde von Aldus Manutius bereitet, der ein erhaltenes Manuskript aus dem 5. Jahrhundert aus der Abtei Saint-Victor verwendete (sechs Blätter davon erhalten als Pierpont Morgan Library Manuskript M.462) und 1508 in Venedig druckte.

## Werkausgaben
Kritische Ausgaben
- R. A. B. Mynors (Hrsg.): C. Plini Caecili Secundi epistularum libri decem. Ed. correctior, Oxford 1966. (Oxford Classical Texts)
- Mauriz Schuster (Hrsg.) & Rudolf Hanslik (Hrsg.): C. Plini Caecili Secundi epistularum libri novem. 3. ed., Leipzig 1958. (Bibliotheca Teubneriana)

Ausgaben mit Übersetzung
- Heribert Philips (Hrsg.) & Marion Giebel (Hrsg.): Plinius: Epistulae / Sämtliche Briefe. Lateinisch-Deutsch, Stuttgart 2010. (Reclams Universal-Bibliothek)
- P. G. Walsh (Übers.): Pliny the Younger: Complete Letters. Oxford u. a. 2009. (Oxford World’s Classics)
- Helmut Kasten (Hrsg.): Plinius: Briefe. Lateinisch-Deutsch, 7., durchges. Auflage, Zürich 1995. (Sammlung Tusculum)
- André Lambert (Übers.): Plinius Secundus: Sämtliche Briefe. Zürich & München 1969. (Die Bibliothek der Alten Welt)
- Betty Radice (Hrsg.): Pliny: Letters. Lateinisch-Englisch, 2 Bde., Cambridge (MA) 1969. (Loeb Classical Library)